# Yoseph Millo
Yoseph Millo (anche Yossef Milo, in ebraico יוסף מילוא‎?; pronuncia: [joˈsɛːf ˈmiːlo]) nato Pasovsky (Praga, 1916 – Tel Aviv, 1997) è stato un attore, regista e direttore teatrale israeliano.

## Biografia
Yoseph «Pepo» Millo nacque nel 1916 a Praga, si trasferì con la famiglia in Israele all'età di cinque anni, ma ricevette la sua formazione teatrale a Praga e a Vienna.
Tornato in Israele si distinse non solo per il talento, ma anche per la sua prontezza e inventiva che lo hanno portato a fondare numerose compagnie teatrali: già agli esordi una compagnia di marionette a Tel Aviv, con la quale lavorò dal 1937 al 1941, successivamente recitò per due anni con il teatro satirico "Ha-Matate" e nel 1942 creò il Teatro Cameri a Tel Aviv, che diresse fino al 1959.Infine nel 1961 istituì e assunse la direzione del Teatro Municipale di Haifa, inaugurando il filone del dramma naturalistico della scuola israeliana e influenzando la generazione successiva di attori e scrittori.
Durante la sua carriera di attore e di regista, si mise in evidenza per i film Beit Avi (1947), Hu halach ba-sadot (1967) e Opération Septembre Noir (1976),
e dirigendo circa cento opere teatrali, tra cui opere di Bertolt Brecht e di William Shakespeare, interpretando lui stesso molti ruoli principali.
Ha incoraggiato i giovani scrittori israeliani a dedicarsi alla drammaturgia, scoprendo così talenti come Moshe Shamir, David Levin e Nathan Shaham.
Ha innovato il moderno dramma ebraico grazie alla regia del dramma Passava per i campi (הוא הלך בשדות, 1948), tratta dal romanzo omonimo del 1947 dello scrittore Moshe Shamir, che ebbe anche il primato di essere il primo spettacolo rappresentato nel neonato Stato d'Israele.  Il protagonista è un Sabra, cioè un ebreo nato in Israele. Il romanzo venne adattato da Millo per una trasposizione cinematografica nel 1967.
Millo innovò il dramma ebraico anche con l'adattamento per il teatro del romanzo dello scrittore Nathan Shaham, Arriveranno domani (הם יגיעו מחר).
Infine si distinse anche per la traduzione in ebraico della  commedia di Carlo Goldoni Il servitore di due padroni e dell'opera di Karel Čapek Dalla vita degli insetti (Ze života hmyzu).
Millo ha diretto spettacoli teatrali a Parigi (1956), a Venezia (1965) e in altre città europee.
Nel 1968 ha ricevuto il Premio Israele per il teatro.
Yoseph Millo morì nel febbraio 1997 a Tel Aviv.